# Decauville-bosspoor in het Zoniënwoud
Het Decauville-bosspoor in het Zoniënwoud was een van de verschillende spoorwegen in het Zoniënwoud en een Belgisch type Decauville veldspoor op 600 mm, die sinds de sluiting ervan in 1918 verdwenen is.

## Geschiedenis
Deze smalspoorlijn werd in 1902 in gebruik genomen en verbond de plaats Kleine Hut in de Brusselse gemeente Ukkel (grenzend aan Sint-Genesius-Rode), die toen (van Brussel naar Waterloo op meterspoor) bediend werd door de Buurtspoorwegen van de provincie Brabant, met het station Bosvoorde, op spoorlijn 161 (Brussel - Namen) in Watermaal-Bosvoorde. De lijn werd aangelegd in het Zoniënwoud en was 2,5 kilometer lang.
In 1918 na de Eerste Wereldoorlog werd ze verlaten omdat ze onrendabel was. Van het begin tot het einde vervoerde ze (lange) boomstammen en bouwmaterialen voor de aanleg van boswegen.

## Plaats
Vanaf het begin van de Sint-Hubertusdreef kruiste de spoorlijn de Lorrainedreef om vervolgens een groot deel van de Tweebergenweg te volgen. De smalspoorweg doorsneed in Watermaal-Bosvoorde samen met de Tweebergenweg een neolithische aarden omwalling van de Michelsbergcultuur en passeerde aan de Tumuliweg twee Gallo-Romeinse grafheuvels, ook bekend als de Tumuli van het Zoniënwoud.

## Galerij

### De Spoorweg

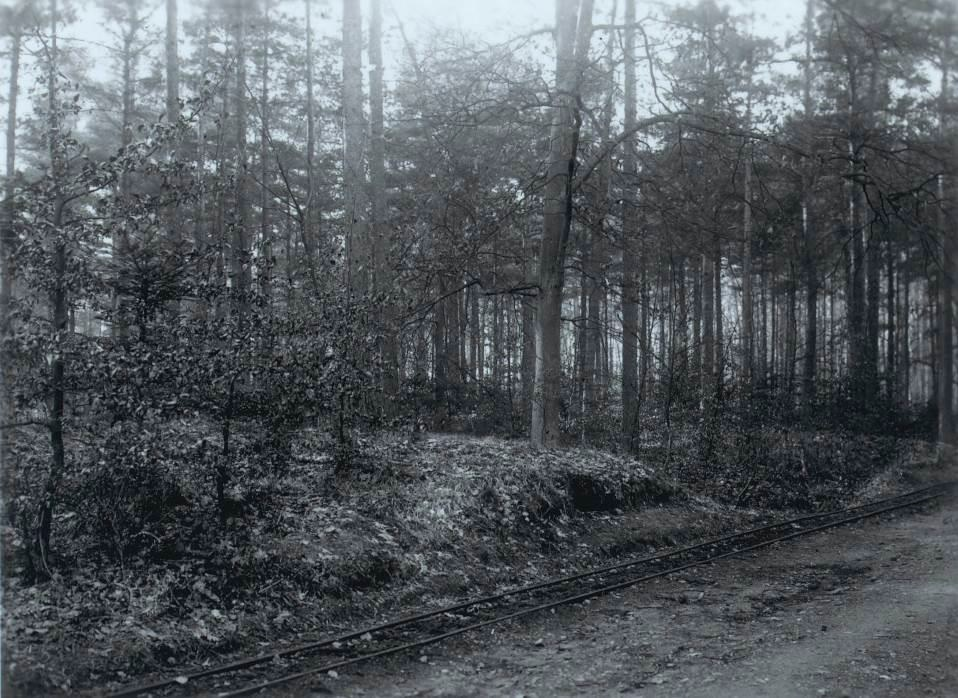
De spoorlijn ~ voor 1920 met neolithische omwalling uit de Michelsbergcultuur (Tweebergenweg).
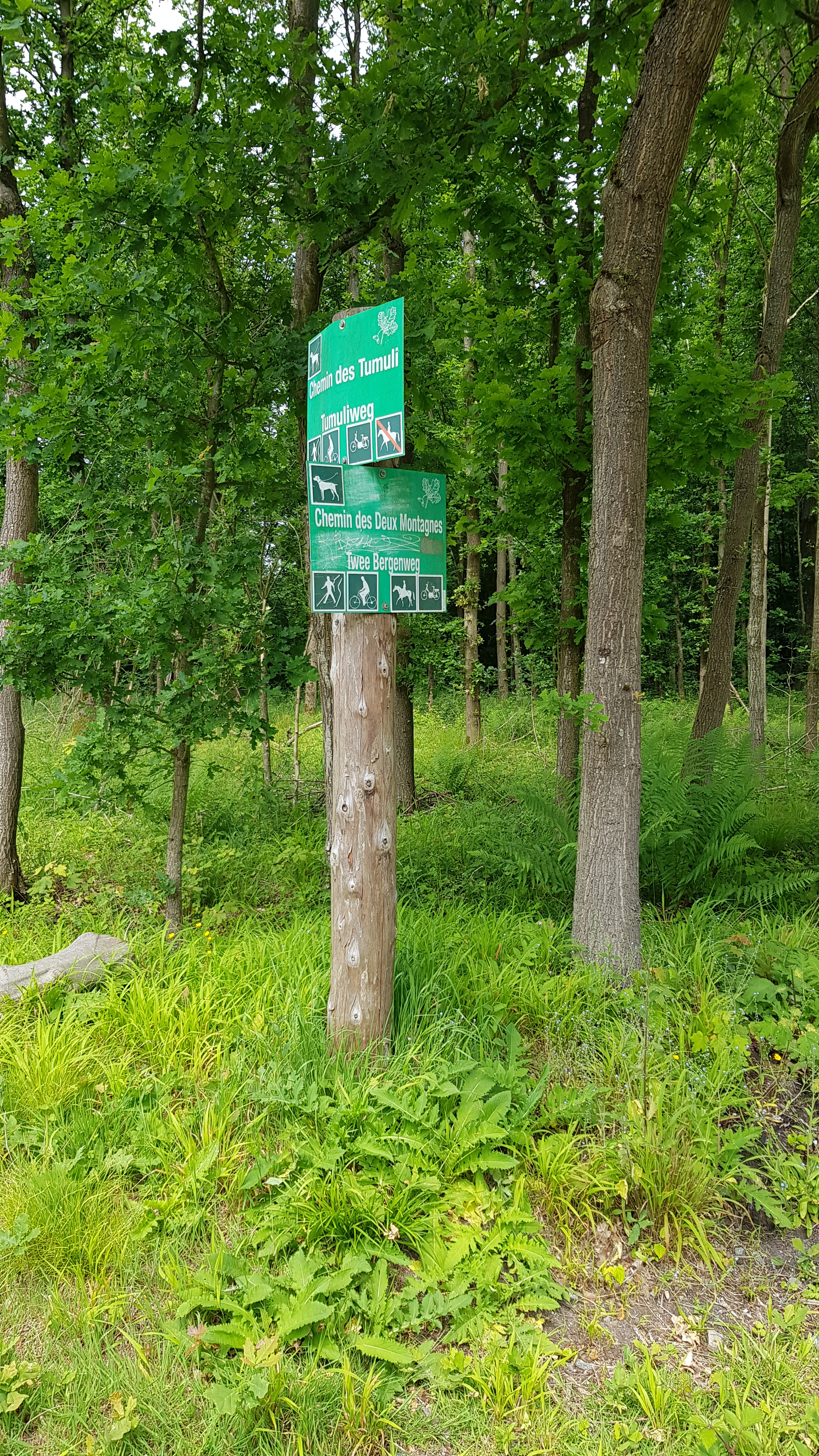
Bordje aan de kruising van de Tumuliweg met de Tweebergenweg
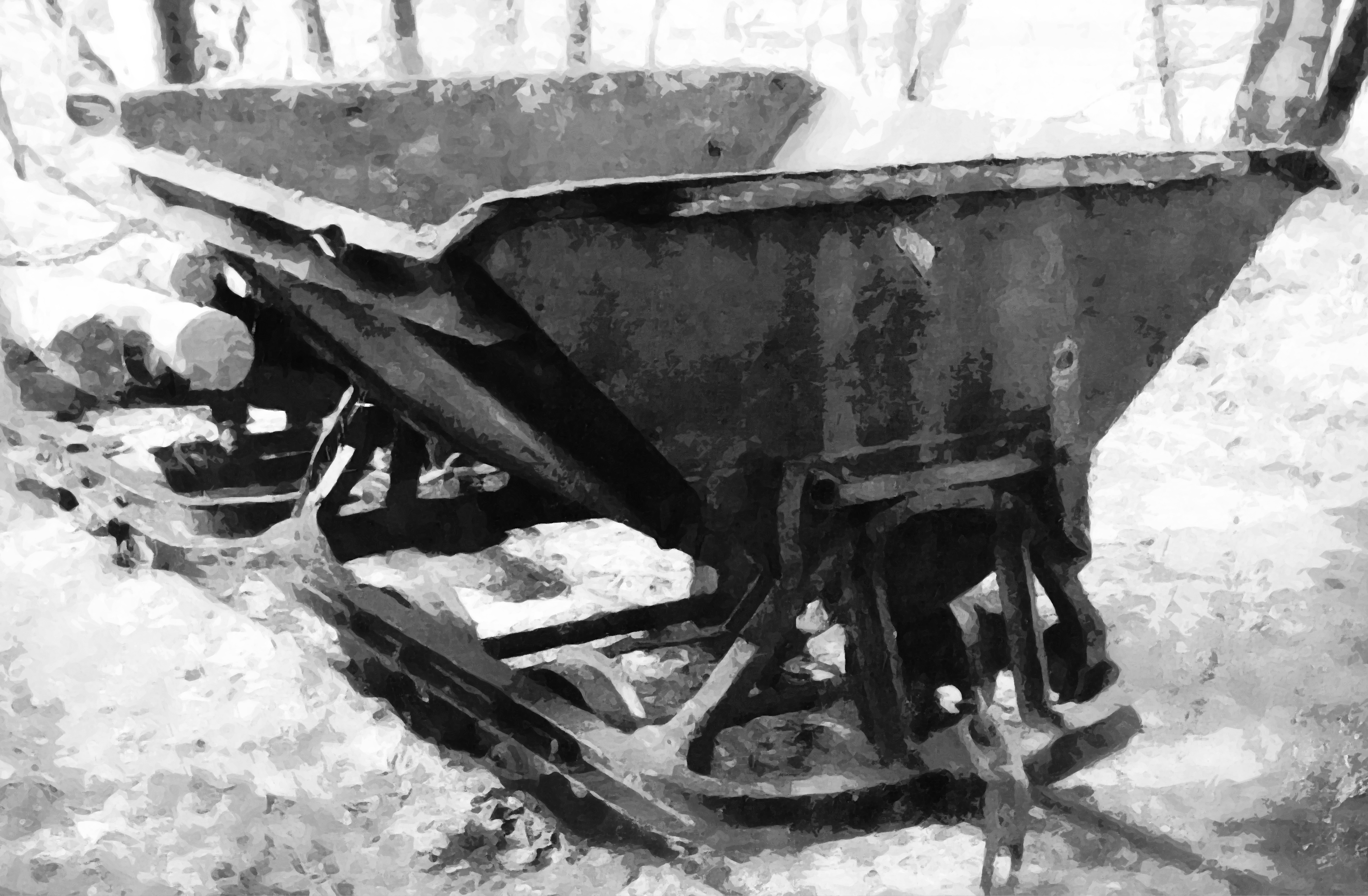
Lorrie Decauville destijds gebruikt.

### De loods
De loods, net als de lijn gebouwd in 1902, werd in 2003 gerenoveerd. Het diende als loods voor het rollend materieel en is het enige overblijfsel van de oude spoorlijn. In de jaren 2010 deed dit gebouw aan de Hangarweg dienst als opslagplaats en schuilplaats voor boswachters.

De loods in 2017
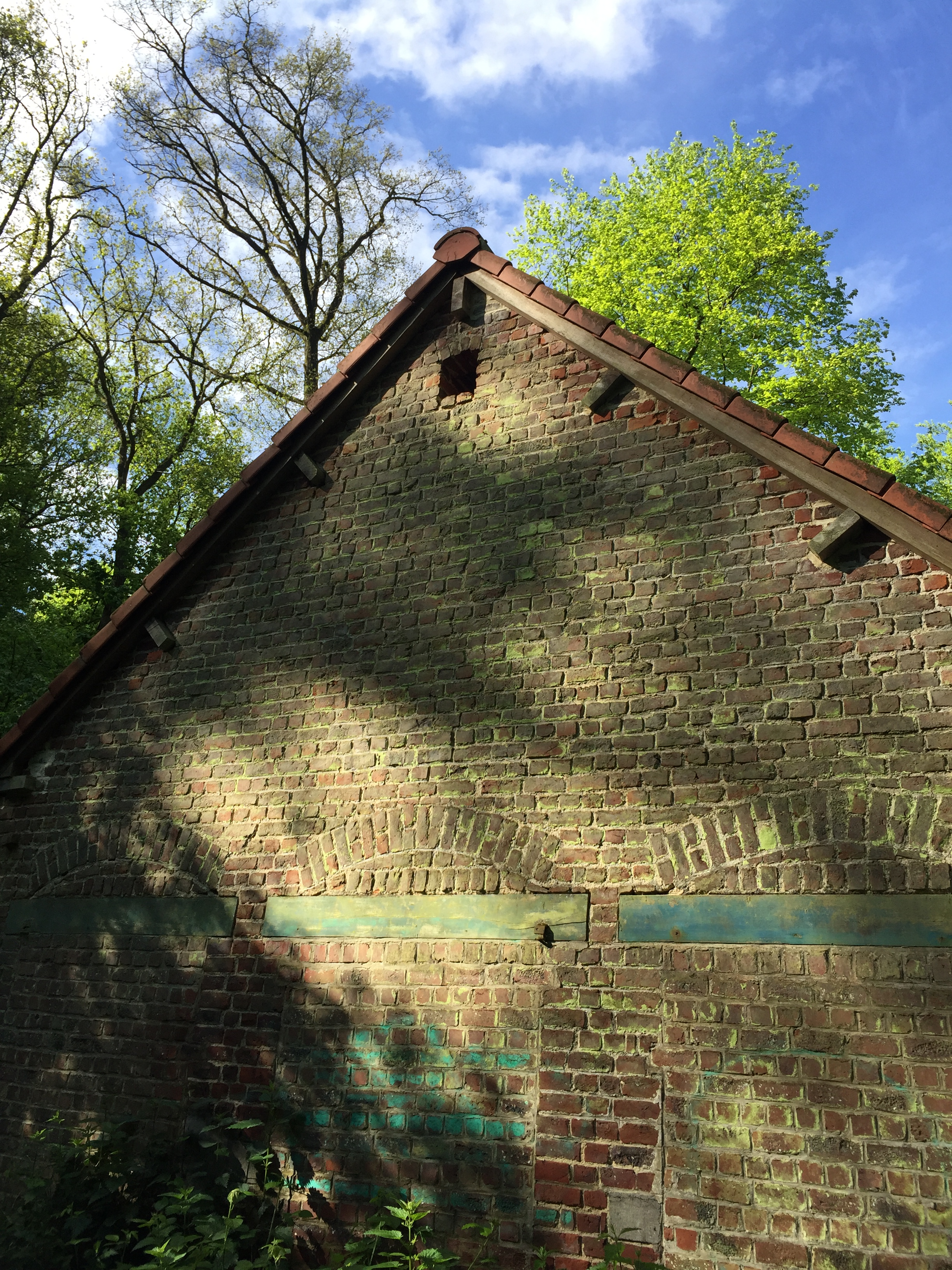
Sporen van de drie voormalige toegangspoorten voor rollend materieel.
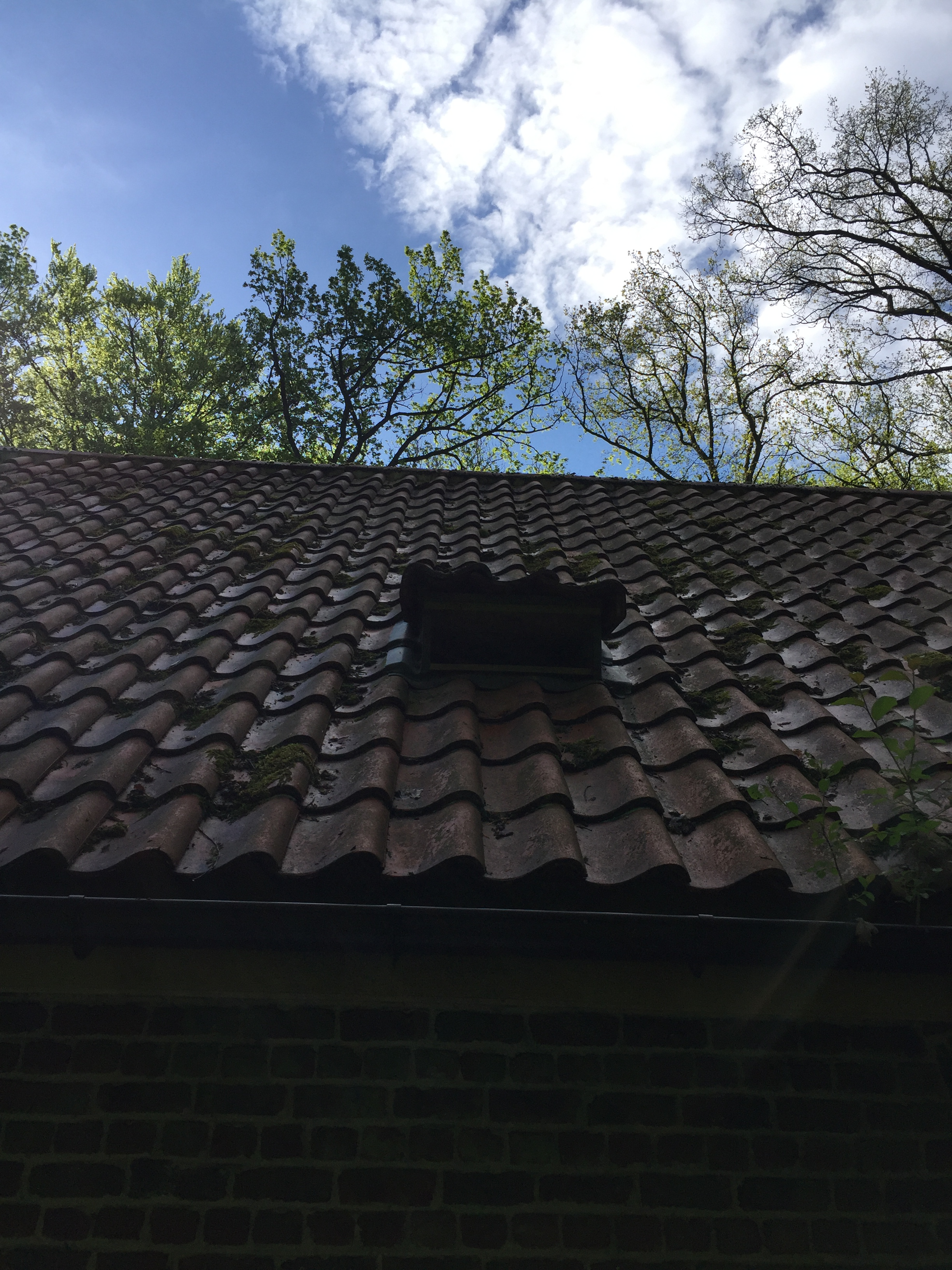
Ingang voor vleermuizen, ingebouwd in het dak.
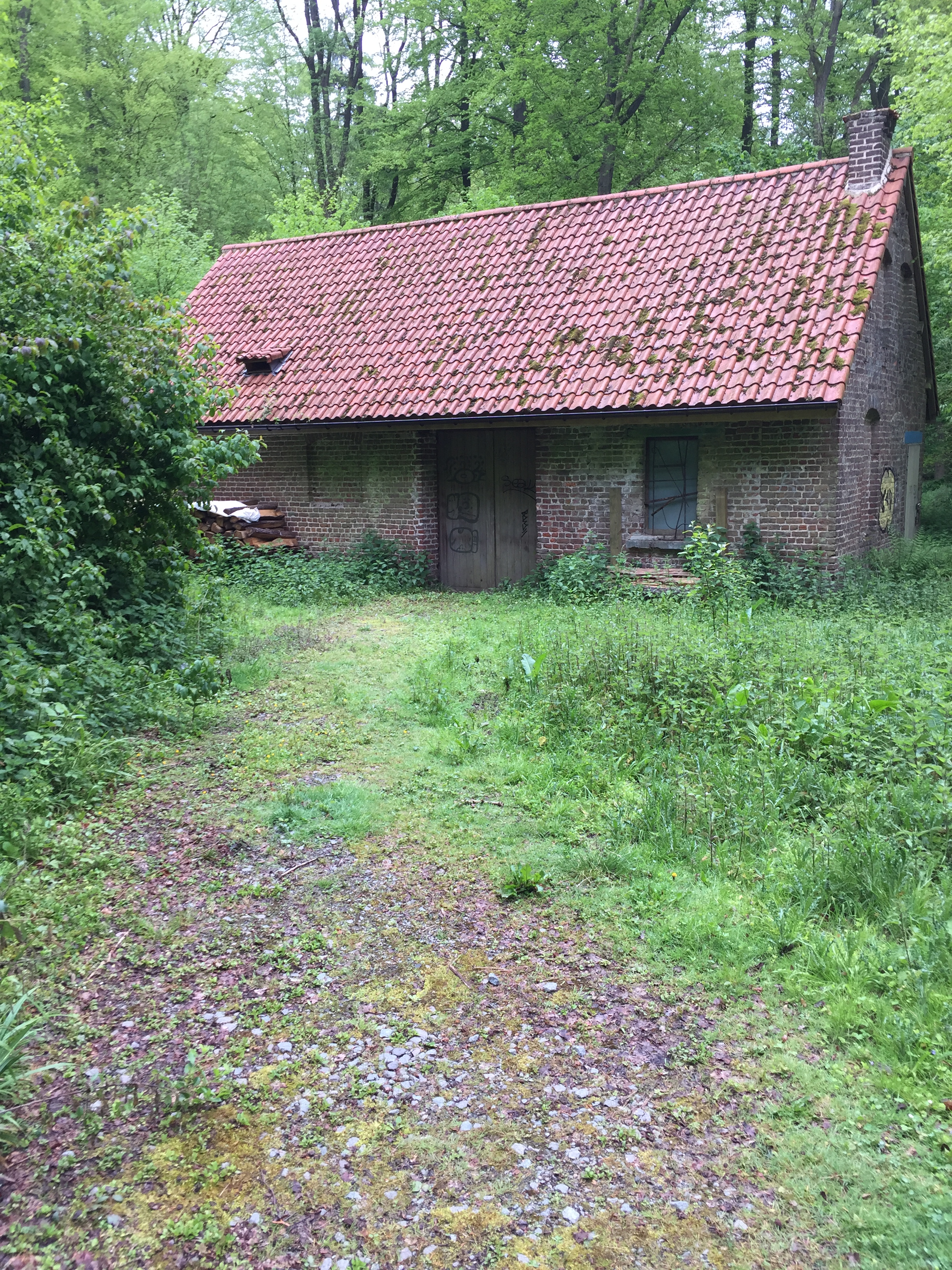
Spoorwegloods aan de Hangarweg in het Zoniënwoud